# World Open Squash
De World Open Squash is een jaarlijks terugkerend squashtoernooi dat geldt als het individuele wereldkampioenschap. Samen met de Britse Open wordt het door velen gezien als het meest prestigieuze squashtoernooi. Er is een aparte editie voor de mannen en voor de vrouwen die meestal op verschillende locaties worden gespeeld. De eerste editie bij de mannen was in 1976, bij de vrouwen in 1979. Tot begin jaren 90 van de vorige eeuw speelden de vrouwen om het jaar.

## Mannen

### Uitslagen
Met acht titels is de Pakistaan Jansher Khan recordhouder.
| Jaar | Locatie       | Goud                      | Zilver                    | Brons                                            |
| ---- | ------------- | ------------------------- | ------------------------- | ------------------------------------------------ |
| 1976 | Londen        | Geoff Hunt (AUS)          | Mohibullah Khan (PAK)     | Gogi Alauddin (PAK) Qamar Zaman (PAK)            |
| 1977 | Adelaide      | Geoff Hunt (AUS)          | Qamar Zaman (PAK)         | Gogi Alauddin (PAK) Mohibullah Khan (PAK)        |
| 1978 | Niet gehouden | Niet gehouden             | Niet gehouden             | Niet gehouden                                    |
| 1979 | Toronto       | Geoff Hunt (AUS)          | Qamar Zaman (PAK)         | Maqsood Ahmed (PAK) Mohibullah Khan (PAK)        |
| 1980 | Adelaide      | Geoff Hunt (AUS)          | Qamar Zaman (PAK)         | Hiddy Jahan (PAK) Mohibullah Khan (PAK)          |
| 1981 | Toronto       | Jahangir Khan (PAK)       | Geoff Hunt (AUS)          | Hiddy Jahan (PAK) Qamar Zaman (PAK)              |
| 1982 | Birmingham    | Jahangir Khan (PAK)       | Dean Williams (AUS)       | Glen Brumby (AUS) Hiddy Jahan (PAK)              |
| 1983 | München       | Jahangir Khan (PAK)       | Chris Dittmar (AUS)       | Gamal Awad (EGY) Stuart Davenport (NZL)          |
| 1984 | Karachi       | Jahangir Khan (PAK)       | Qamar Zaman (PAK)         | Maqsood Ahmed (PAK) Ross Norman (NZL)            |
| 1985 | Caïro         | Jahangir Khan (PAK)       | Ross Norman (NZL)         | Gawain Briars (ENG) Glen Brumby (AUS)            |
| 1986 | Toulouse      | Ross Norman (NZL)         | Jahangir Khan (PAK)       | Chris Dittmar (AUS) Chris Robertson (AUS)        |
| 1987 | Birmingham    | Jansher Khan (PAK)        | Chris Dittmar (AUS)       | Jahangir Khan (PAK) Rodney Martin (AUS)          |
| 1988 | Amsterdam     | Jahangir Khan (PAK)       | Jansher Khan (PAK)        | Chris Dittmar (AUS) Ross Norman (NZL)            |
| 1989 | Kuala Lumpur  | Jansher Khan (PAK)        | Chris Dittmar (AUS)       | Jahangir Khan (PAK) Chris Robertson (AUS)        |
| 1990 | Toulouse      | Jansher Khan (PAK)        | Chris Dittmar (AUS)       | Tristan Nancarrow (AUS) Chris Robertson (AUS)    |
| 1991 | Adelaide      | Rodney Martin (AUS)       | Jahangir Khan (PAK)       | Chris Dittmar (AUS) Chris Robertson (AUS)        |
| 1992 | Johannesburg  | Jansher Khan (PAK)        | Chris Dittmar (AUS)       | Austin Adarraga (ESP) Rodney Martin (AUS)        |
| 1993 | Karachi       | Jansher Khan (PAK)        | Jahangir Khan (PAK)       | Peter Marshall (ENG) Chris Walker (ENG)          |
| 1994 | Barcelona     | Jansher Khan (PAK)        | Peter Marshall (ENG)      | Rodney Eyles (AUS) Peter Nicol (SCO)             |
| 1995 | Nicosia       | Jansher Khan (PAK)        | Del Harris (ENG)          | Anthony Hill (AUS) Craig Rowland (AUS)           |
| 1996 | Karachi       | Jansher Khan (PAK)        | Rodney Eyles (AUS)        | Peter Nicol (SCO) Chris Walker (ENG)             |
| 1997 | Petaling Jaya | Rodney Eyles (AUS)        | Peter Nicol (SCO)         | Alex Gough (WAL) Peter Marshall (ENG)            |
| 1998 | Doha          | Jonathon Power (CAN)      | Peter Nicol (SCO)         | Stefan Casteleyn (BEL) Anthony Hill (AUS)        |
| 1999 | Caïro         | Peter Nicol (SCO)         | Ahmed Barada (EGY)        | Martin Heath (SCO) Jonathon Power (CAN)          |
| 2000 | Niet gehouden | Niet gehouden             | Niet gehouden             | Niet gehouden                                    |
| 2001 | Niet gehouden | Niet gehouden             | Niet gehouden             | Niet gehouden                                    |
| 2002 | Antwerpen     | David Palmer (AUS)        | John White (SCO)          | Jonathon Power (CAN) Peter Nicol (SCO)           |
| 2003 | Lahore        | Amr Shabana (EGY)         | Thierry Lincou (FRA)      | Karim Darwish (EGY) Joseph Kneipp (AUS)          |
| 2004 | Doha          | Thierry Lincou (FRA)      | Lee Beachill (ENG)        | David Palmer (AUS) Graham Ryding (CAN)           |
| 2005 | Hongkong      | Amr Shabana (EGY)         | David Palmer (AUS)        | Peter Nicol (ENG) James Willstrop (ENG)          |
| 2006 | Caïro         | David Palmer (AUS)        | Grégory Gaultier (FRA)    | Thierry Lincou (FRA) Amr Shabana (EGY)           |
| 2007 | Hamilton      | Amr Shabana (EGY)         | Grégory Gaultier (FRA)    | Nick Matthew (ENG) David Palmer (AUS)            |
| 2008 | Manchester    | Ramy Ashour (EGY)         | Karim Darwish (EGY)       | David Palmer (AUS) Amr Shabana (EGY)             |
| 2009 | Koeweit       | Amr Shabana (EGY)         | Ramy Ashour (EGY)         | Grégory Gaultier (FRA) James Willstrop (ENG)     |
| 2010 | Khobar        | Nick Matthew (ENG)        | James Willstrop (ENG)     | Peter Barker (ENG) Amr Shabana (EGY)             |
| 2011 | Rotterdam     | Nick Matthew (ENG)        | Grégory Gaultier (FRA)    | Karim Darwish (EGY) James Willstrop (ENG)        |
| 2012 | Doha          | Ramy Ashour (EGY)         | Mohamed El Shorbagy (EGY) | Nick Matthew (ENG) James Willstrop (ENG)         |
| 2013 | Manchester    | Nick Matthew (ENG)        | Grégory Gaultier (FRA)    | Ramy Ashour (EGY) Mohamed El Shorbagy (EGY)      |
| 2014 | Doha          | Ramy Ashour (EGY)         | Mohamed El Shorbagy (EGY) | Grégory Gaultier (FRA) Nick Matthew (ENG)        |
| 2015 | Seattle       | Grégory Gaultier (FRA)    | Omar Mosaad (EGY)         | Tarek Momen (EGY) James Willstrop (ENG)          |
| 2016 | Caïro         | Karim Abdel Gawad (EGY)   | Ramy Ashour (EGY)         | Mohamed El Shorbagy (EGY) Grégory Gaultier (FRA) |
| 2017 | Manchester    | Mohamed El Shorbagy (EGY) | Marwan El Shorbagy (EGY)  | Ali Farag (EGY) Grégory Gaultier (FRA)           |
| 2018 | Chicago       | Ali Farag (EGY)           | Tarek Momen (EGY)         | Mohamed El Shorbagy (EGY) Simon Rosner (GER)     |
| 2019 | Doha          | Tarek Momen (EGY)         | Paul Coll (NZL)           | Marwan El Shorbagy (EGY) Simon Rosner (GER)      |
| 2020 | Niet gehouden | Niet gehouden             | Niet gehouden             | Niet gehouden                                    |
| 2021 | Chicago       | Ali Farag (EGY)           | Mohamed El Shorbagy (EGY) | Paul Coll (NZL) Tarek Momen (EGY)                |
| 2022 | Caïro         | Ali Farag (EGY)           | Mohamed El Shorbagy (EGY) | Mostafa Asal (EGY) Paul Coll (NZL)               |
| 2023 | Chicago       | Ali Farag (EGY)           | Karim Abdel Gawad (EGY)   | Mostafa Asal (EGY) Mohamed El Shorbagy (EGY)     |

### Medaillespiegel

#### Per (voormalig) land
| Rang | Land                |    |    |    | Totaal |
| ---- | ------------------- | -- | -- | -- | ------ |
| 1    | Egypte (EGY)        | 14 | 12 | 17 | 43     |
| 2    | Pakistan (PAK)      | 14 | 9  | 14 | 37     |
| 3    | Australië (AUS)     | 8  | 9  | 20 | 37     |
| 4    | Engeland (ENG)      | 3  | 4  | 15 | 22     |
| 5    | Frankrijk (FRA)     | 2  | 5  | 5  | 12     |
| 6    | Nieuw-Zeeland (NZL) | 1  | 2  | 5  | 8      |
| 7    | Schotland (SCO)     | 1  | 3  | 4  | 8      |
| 8    | Canada (CAN)        | 1  | 0  | 3  | 4      |
| 9    | Duitsland (GER)     | 0  | 0  | 2  | 2      |
| 10   | België (BEL)        | 0  | 0  | 1  | 1      |
| 10   | Spanje (ESP)        | 0  | 0  | 1  | 1      |
| 10   | Wales (WAL)         | 0  | 0  | 1  | 1      |
|      |                     | 44 | 44 | 88 | 176    |

#### Meervoudige winnaars
| Rang | Atleet              | Periode     | Goud | Zilver | Brons | Totaal |
| ---- | ------------------- | ----------- | ---- | ------ | ----- | ------ |
| 1    | Jansher Khan (PAK)  | 1987 - 1996 | 8    | 1      | 0     | 9      |
| 2    | Jahangir Khan (PAK) | 1981 - 1993 | 6    | 3      | 2     | 11     |
| 3    | Geoff Hunt (AUS)    | 1976 - 1981 | 4    | 1      | 0     | 5      |
| 4    | Amr Shabana (EGY)   | 2003 - 2010 | 4    | 0      | 3     | 7      |
| 5    | Ali Farag (EGY)     | 2017 -      | 4    | 0      | 1     | 5      |
| 6    | Ramy Ashour (EGY)   | 2008 - 2016 | 3    | 2      | 1     | 6      |
| 7    | Nick Matthew (ENG)  | 2007 - 2014 | 3    | 0      | 3     | 6      |
| 8    | David Palmer (AUS)  | 2002 - 2008 | 2    | 1      | 3     | 6      |

## Vrouwen

### Uitslagen
De Maleisische Nicol David is recordhoudster met acht titels.
| Jaar | Locatie          | Goud                     | Zilver                   | Brons                                          |
| ---- | ---------------- | ------------------------ | ------------------------ | ---------------------------------------------- |
| 1976 | Brisbane         | Heather McKay (AUS)      | Marion Jackman (AUS)     | Sue Newman (AUS) Margaret Zachariah (AUS)      |
| 1977 | Niet gehouden    | Niet gehouden            | Niet gehouden            | Niet gehouden                                  |
| 1978 | Niet gehouden    | Niet gehouden            | Niet gehouden            | Niet gehouden                                  |
| 1979 | Sheffield        | Heather McKay (AUS)      | Sue Cogswell (ENG)       | Vicki Hoffman (AUS) Angela Smith (ENG)         |
| 1980 | Niet gehouden    | Niet gehouden            | Niet gehouden            | Niet gehouden                                  |
| 1981 | Toronto          | Rhonda Thorne (AUS)      | Vicki Cardwell (AUS)     | Lisa Opie (ENG) Angela Smith (ENG)             |
| 1982 | Niet gehouden    | Niet gehouden            | Niet gehouden            | Niet gehouden                                  |
| 1983 | Perth            | Vicki Cardwell (AUS)     | Rhonda Thorne (AUS)      | Carin Clonda (AUS) Susan Devoy (NZL)           |
| 1984 | Niet gehouden    | Niet gehouden            | Niet gehouden            | Niet gehouden                                  |
| 1985 | Dublin           | Susan Devoy (NZL)        | Lisa Opie (ENG)          | Martine le Moignan (ENG) Lucy Soutter (ENG)    |
| 1986 | Niet gehouden    | Niet gehouden            | Niet gehouden            | Niet gehouden                                  |
| 1987 | Auckland         | Susan Devoy (NZL)        | Lisa Opie (ENG)          | Vicki Cardwell (AUS) Liz Irving (AUS)          |
| 1988 | Niet gehouden    | Niet gehouden            | Niet gehouden            | Niet gehouden                                  |
| 1989 | Warmond          | Martine Le Moignan (ENG) | Susan Devoy (NZL)        | Sarah Fitz-Gerald (AUS) Liz Irving (AUS)       |
| 1990 | Sydney           | Susan Devoy (NZL)        | Martine Le Moignan (ENG) | Danielle Drady (AUS) Robyn Lambourne (AUS)     |
| 1991 | Niet gehouden    | Niet gehouden            | Niet gehouden            | Niet gehouden                                  |
| 1992 | Vancouver        | Susan Devoy (NZL)        | Michelle Martin (AUS)    | Cassie Jackman (ENG) Martine Le Moignan (ENG)  |
| 1993 | Johannesburg     | Michelle Martin (AUS)    | Liz Irving (AUS)         | Martine Le Moignan (ENG) Sabine Schöne (GER)   |
| 1994 | Saint Peter Port | Michelle Martin (AUS)    | Cassie Jackman (ENG)     | Fiona Geaves (ENG) Suzanne Horner (ENG)        |
| 1995 | Hongkong         | Michelle Martin (AUS)    | Sarah Fitz-Gerald (AUS)  | Fiona Geaves (ENG) Cassie Jackman (ENG)        |
| 1996 | Petaling Jaya    | Sarah Fitz-Gerald (AUS)  | Cassie Jackman (ENG)     | Liz Irving (AUS) Sue Wright (ENG)              |
| 1997 | Sydney           | Sarah Fitz-Gerald (AUS)  | Michelle Martin (AUS)    | Carol Owens (AUS) Sue Wright (ENG)             |
| 1998 | Stuttgart        | Sarah Fitz-Gerald (AUS)  | Michelle Martin (AUS)    | Suzanne Horner (ENG) Sue Wright (ENG)          |
| 1999 | Seattle          | Cassie Campion (ENG)     | Michelle Martin (AUS)    | Natalie Grainger (ENG) Leilani Joyce (NZL)     |
| 2000 | Edinburgh        | Carol Owens (NZL)        | Leilani Joyce (NZL)      | Sarah Fitz-Gerald (AUS) Natalie Grainger (ENG) |
| 2001 | Melbourne        | Sarah Fitz-Gerald (AUS)  | Leilani Joyce (NZL)      | Linda Charman-Smith (ENG) Carol Owens (NZL)    |
| 2002 | Doha             | Sarah Fitz-Gerald (AUS)  | Natalie Pohrer (ENG)     | Linda Charman (ENG) Carol Owens (NZL)          |
| 2003 | Hongkong         | Carol Owens (NZL)        | Cassie Jackman (ENG)     | Vanessa Atkinson (NED) Nicol David (MYS)       |
| 2004 | Kuala Lumpur     | Vanessa Atkinson (NED)   | Natalie Grinham (AUS)    | Rachael Grinham (AUS) Nicol David (MYS)        |
| 2005 | Hongkong         | Nicol David (MYS)        | Rachael Grinham (AUS)    | Vanessa Atkinson (NED) Natalie Grinham (AUS)   |
| 2006 | Belfast          | Nicol David (MYS)        | Natalie Grinham (AUS)    | Natalie Grainger (USA) Rachael Grinham (AUS)   |
| 2007 | Madrid           | Rachael Grinham (AUS)    | Natalie Grinham (AUS)    | Tania Bailey (ENG) Natalie Grainger (USA)      |
| 2008 | Manchester       | Nicol David (MYS)        | Vicky Botwright (ENG)    | Jenny Duncalf (ENG) Madeline Perry (IRL)       |
| 2009 | Amsterdam        | Nicol David (MYS)        | Natalie Grinham (NED)    | Rachael Grinham (AUS) Alison Waters (ENG)      |
| 2010 | Sharm-el-Sheikh  | Nicol David (MYS)        | Omneya Abdel Kawy (EGY)  | Camille Serme (FRA) Alison Waters (ENG)        |
| 2011 | Rotterdam        | Nicol David (MYS)        | Jenny Duncalf (ENG)      | Natalie Grinham (NED) Samantha Teran (MEX)     |
| 2012 | Kaaimaneilanden  | Nicol David (MYS)        | Laura Massaro (ENG)      | Jenny Duncalf (ENG) Raneem El Welily (EGY)     |
| 2013 | Penang           | Laura Massaro (ENG)      | Nour El Sherbini (EGY)   | Nicol David (MYS) Raneem El Welily (EGY)       |
| 2014 | Caïro            | Nicol David (MYS)        | Raneem El Welily (EGY)   | Omneya Abdel Kawy (EGY) Alison Waters (ENG)    |
| 2015 | Kuala Lumpur     | Nour El Sherbini (EGY)   | Laura Massaro (ENG)      | Nouran Gohar (EGY) Raneem El Welily (EGY)      |
| 2016 | El Gouna         | Nour El Sherbini (EGY)   | Raneem El Welily (EGY)   | Nouran Gohar (EGY) Camille Serme (FRA)         |
| 2017 | Manchester       | Raneem El Welily (EGY)   | Nour El Sherbini (EGY)   | Camille Serme (FRA) Nour El Tayeb (EGY)        |
| 2018 | Chicago          | Nour El Sherbini (EGY)   | Nour El Tayeb (EGY)      | Camille Serme (FRA) Raneem El Welily (EGY)     |
| 2019 | Caïro            | Nour El Sherbini (EGY)   | Raneem El Welily (EGY)   | Nouran Gohar (EGY) Hania El Hammamy (EGY)      |
| 2020 | Niet gehouden    | Niet gehouden            | Niet gehouden            | Niet gehouden                                  |
| 2021 | Chicago          | Nour El Sherbini (EGY)   | Nouran Gohar (EGY)       | Camille Serme (FRA) Amanda Sobhy (USA)         |
| 2022 | Caïro            | Nour El Sherbini (EGY)   | Nouran Gohar (EGY)       | Amanda Sobhy (USA) Nour El Tayeb (EGY)         |
| 2023 | Chicago          | Nour El Sherbini (EGY)   | Nouran Gohar (EGY)       | Hania El Hammamy (EGY) Joelle King (NZL)       |

NB: 

1) Cassie Jackman heette Cassie Campion vanaf juli 1998 tot 2002

2) Natalie Pohrer heette later Natalie Grainger.

### Medaillespiegel

#### Per (voormalig) land
| Rang | Land                   |    |    |    | Totaal |
| ---- | ---------------------- | -- | -- | -- | ------ |
| 1    | Australië (AUS)        | 13 | 13 | 17 | 43     |
| 2    | Egypte (EGY)           | 8  | 10 | 12 | 30     |
| 3    | Maleisië (MYS)         | 8  | 0  | 3  | 11     |
| 4    | Nieuw-Zeeland (NZL)    | 6  | 3  | 5  | 14     |
| 5    | Engeland (ENG)         | 3  | 12 | 26 | 41     |
| 6    | Nederland (NED)        | 1  | 1  | 3  | 5      |
| 7    | Frankrijk (FRA)        | 0  | 0  | 5  | 5      |
| 8    | Verenigde Staten (USA) | 0  | 0  | 4  | 4      |
| 9    | Duitsland (GER)        | 0  | 0  | 1  | 1      |
| 9    | Ierland (IRL)          | 0  | 0  | 1  | 1      |
| 9    | Mexico (MEX)           | 0  | 0  | 1  | 1      |
|      |                        | 39 | 39 | 78 | 156    |

#### Meervoudige winnaars
| Rang | Atleet                  | Periode     | Goud | Zilver | Brons | Totaal |
| ---- | ----------------------- | ----------- | ---- | ------ | ----- | ------ |
| 1    | Nicol David (MYS)       | 2003 - 2014 | 8    | 0      | 3     | 11     |
| 2    | Nour El Sherbini (EGY)  | 2013 -      | 7    | 2      | 0     | 9      |
| 3    | Sarah Fitz-Gerald (AUS) | 1989 - 2002 | 5    | 1      | 2     | 8      |
| 4    | Susan Devoy (NZL)       | 1983 - 1992 | 4    | 1      | 1     | 6      |
| 5    | Michelle Martin (AUS)   | 1992 - 1999 | 3    | 4      | 0     | 7      |
| 6    | Carol Owens (NZL)       | 1997 - 2003 | 2    | 0      | 3     | 5      |
| 7    | Heather McKay (AUS)     | 1976 - 1979 | 2    | 0      | 0     | 2      |